# Ljudmila Alekseeva
Ljudmila Michajlovna Alekseeva (in russo Людмила Михайловна Алексеева?; trasl. angl.: Lyudmila Mikhaylovna Alexeyeva; Eupatoria, 20 luglio 1927 – Mosca, 8 dicembre 2018) è stata una scrittrice, storica e attivista russa, attivista per i diritti umani e tra i membri fondatori del Gruppo Helsinki di Mosca.Una degli ultimi dissidenti sovietici attivi nella Russia moderna, vinse nel 2015 il Premio Václav Havel per i diritti umani.

## Biografia
Nata ad Eupatoria da Michail L'vovič Slavinskij e Valentina Afanas'evna Efimenko, professoressa di matematica presso una scuola di Mosca e autrice di diversi saggi sulla materia, nell'allora Unione Sovietica, si trasferì con la famiglia a Mosca in un condominio. Nel 1937 il padre finì sotto inchiesta per esser entrato a far parte di un'organizzazione fascista clandestina, tuttavia verrà prosciolto dalle accuse.
Allo scoppio della seconda guerra mondiale, Ljudmila era in vacanza con la nonna a Feodosia, e ciò le costrinse a tornare a Mosca, dove lei scoprì che il padre si era arruolato nell'esercito e che lei, con buona parte degli studenti della madre, sarebbe dovuta fuggire in Kazakistan. Quando giunse la notizia che le forze dell'Asse avevano raggiunto Chimki, giurò a se stessa che se Mosca fosse caduta lei sarebbe tornata indietro per combattere. Nel 1943 fece ritorno a Mosca e tentò di arruolarsi per il fronte, tuttavia verrà mandata a lavorare alla costruzione della stazione Semënovskaja della metropolitana di Mosca. A causa del suo attivismo in difesa dei diritti umani, nel 1968 viene cacciata dal Partito Comunista e perde il lavoro.

## Premi e riconoscimenti
- 2004 - Premio Olof Palme[4]
- 2005 - Premio per persona dell'anno della Federazione delle comunità ebraiche della Russia[5]
- 2007 - Ordine della Legione d'Onore francese (Ordre national de la Légion d'honneur)[6]
- 2009 - Ordine al merito della Repubblica Federale Tedesca (Großes Verdienstkreuz der Bundesrepublik Deutschland)[7]
- 2009 - Premio Sakharov per la libertà di pensiero[8]
- 2012 - Ordine della Croce di Terra Mariana , 3ª classe[9]
- 2015 - Premio Václav Havel per i diritti umani[10]
- 2017 - Premio di stato della Federazione Russa[11]